# Liste de prénoms russes
Cette page dresse une liste des prénoms d'origine russe.

## Principaux prénoms féminins
/…/ donne une phonétique intuitive
- Алевтина (/Aleftina/, dim Аля /Alya/ ou Тина /Tina/)
- Aлександра (Аlexandra) (dim Саша /sasha/)
- Anna (équivalent d'Anne) dim Anija
- Елена (/iéléna/, équivalent d'Hélène)
- Olessia
- Ольга (/olga/, prénom préchrétien dérivé d'Helga)
- Оксана (/oksana/, prénom féminin ukrainien le plus répandu)
- Inna (dim Innochka)
- Ирина (/irina/, équivalent de Irène)
- Ekaterina (dim Katija)
- Loubov' (dim Luba, Louiba)
- Maрия (Marie, dim Маша (/macha/,
- Miroslava
- Милана (/milana/, équivalent de Milène)
- Milena
- Надежда (/nadejda/, équivalent de Nadine ou Nadège)
- Наталия, Наталья (Natalia, Nathalie) (dim Наташа (/natacha/, Ната /nata/)
- Татьяна (Tatiana, dim Танья /tanya/,)
- Екатерина (/iékatérina/, équivalent de Catherine)
- Юлия (/youlia / équivalent de Julie)
- Iouliana
- Светлана (/svetlana/, équivalent d'Estelle)
- Tamila
- Елизавета (/iélizavéta/, équivalent d'Élisabeth)
- София, Софья (Sophia, dim Соня, Со́фа /sonia, sópha/, équivalent de Sophie)
- Татьяна (/tatiana/, équivalent de Tatiana)
- Валентина (équivalent de Valentine, dim Валя /valia/
- Янина, Яна (/yanina, yana/ équivalent de Jeanne)
- Зинаида (/zinaïda/, dim Зина /zina/)

## Principaux prénoms masculins
- Никита (/nikita/, d'origine grecque, équivalent de Nizier ou Nicétas)
- Николай (/nikolaï/, équivalent de Nicolas)
- Борис (/baris/, dérivé de Borislav, nom slave pré-chrétien signifiant combattant du bien)
- Владимир (/vladimir/, nom slave pré-chrétien signifiant Seigneur de l'Univers)
- Пётр (/piotr/, équivalent de Pierre)
- Андрей (/andréï/, équivalent d'André)
- Дмитрий (/dmitri/, d'origine grecque, équivalent de Dimitri)
- Сергей (/sergueï/, d'origine grecque, équivalent de Serge)
- Алексей (/alekseï/, d'origine grecque, équivalent d'Alexis)
- Иван (/ivane/, équivalent de Jean)
- Юрий (/youriï/, d'origine grecque, équivalent de Georges)
- Егор (/yégor/, un autre variant de Georges)
- Георгий (/gueorgui/, un autre variant de Georges)
- Григорий (/grigorii/, équivalent de Grégoire)
- Артём (/artiome/, d'origine grecque, équivalent d'Artème)
- Игорь (/igor'/, d'origine scandinave, fut importé en Rus' de Kiev par les Vikings, équivalent d'Ingvar ou Inglar)
- Павел (/pavel/, équivalent de Paul)
- Михаил (/mihail/, équivalent de Michel)
- Матвей (/matvéï/, équivalent de Mathieu)
- Александр (/aleksandr/, équivalent de Alexandre)

## Diminutifs
Les diminutifs (variantes de prénoms utilisées couramment) existent pour pratiquement tous les noms. Voici quelques noms courants et quelques diminutifs.
- Alexandre (Александр) → Sacha (Саша), Choura (Шура)
- Anastassia (Анастасия) → Nastia (Настя), Assia (Ася)
- Antonina (Антонина) → Tonia (Тоня)
- Dmitri (Дмитрий) → Dima (Дима), Mitia (Митя)
- Yéléna (Елена) → Léna (Лена), Aliona (Алëна)
- Yélizaveta (Елизавета) → Liza (Лиза)
- Tamila (Тамила) → Mila (Мила)
- Ivan (Иван) → Vania (Ваня), Vanoucha (Ванюша), Ivanouchka (Иванушка) (pour les petits enfants)
- Maria (Мария) → Macha (Машa)
- Natalia (Наталья) → Natacha (Наташа), Nata (Ната)
- Nikolaï (Николай) → Kolia (Коля)
- Vladimir (Владимир) → Volodia (Володя), Vova (Вова)
- Valentina (Валентина) → Valia (Валя), Tina (Тина)

Certains diminutifs sont du registre familier, par exemple Alekseï → Liokha, Aliochka, Vania → Van'ka, Sacha → Sachka etc.
La majorité des diminutifs se terminent en "a" ou en "я" (/ya/). Pour exprimer une relation d'amitié ou d'intimité plus marquée, on utilisera la forme superlative, "-еньк" (/ïenk/) comme suffixe: Macha → Machen'ka, Kolia → Kolien'ka, Sacha → Sachen'ka…